# (5335) Дамокл
(5335) Дамокл (др.-греч. Δαμοκλῆς) — небольшой астероид из группы кентавров, который характеризуется сильно наклонённой орбитой с высоким эксцентриситетом, на основании чего некоторые учёные выделяют их в особую группу астероидов — дамоклоиды, которые предположительно представляют собой неактивные ядра комет. Он был открыт 18 февраля 1991 года австралийским астрономом Робертом Макнотом в обсерватории Сайдинг-Спринг и назван в честь Дамокла, персонажа древнегреческого мифа о дамокловом мече, — символе нависшей постоянной угрозы, призванного показать непостоянство власти, при внешнем видимом благополучии.

Орбита астероида Дамокл и его положение в Солнечной системе
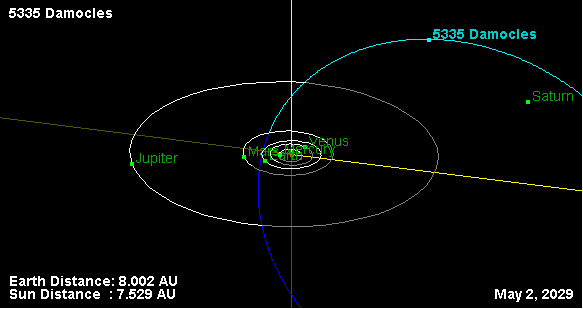
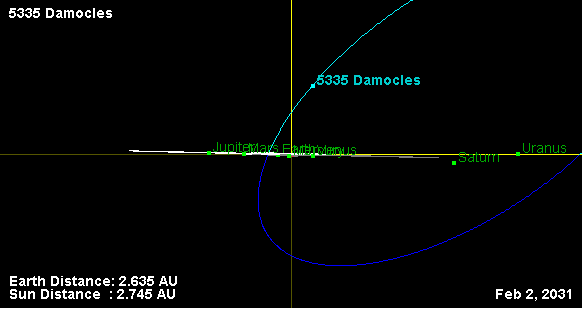
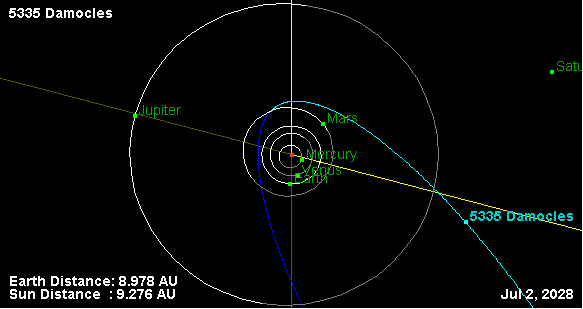

После изучения этого объекта выяснилось, что его орбита сильно отличается от орбит всех открываемых ранее малых тел Солнечной системы: в точке своего перигелия (5335) Дамокл пересекал орбиту Марса, а в афелии уходил за орбиту Урана . Стабильность этой орбиты обосновывается прежде всего её высоким наклоном к плоскости эклиптики, вблизи которой находятся орбиты планет-гигантов, что сильно снижает силу гравитационных возмущений на данную орбиту с их стороны. Тем не менее, группе британских астрономов, в составе Дункана Стила (Duncan Steel), Герхарда Хана (Gerhard Hahn), Марка Бейли (Mark Bailey) и Дэвида Эшера (David J. Asher), в результате расчётов долгосрочной динамической эволюции этого тела, удалось установить, что существует высокая вероятность перехода данного тела на орбиту, пересекающую орбиту Земли, а это уже создаст реальную угрозу его столкновения с нашей планетой. Отчасти именно поэтому (5335) Дамокл и получил такое название. А позднее были обнаружены и другие астероиды с подобными орбитами, которые некоторые астрономы стали выделять в отдельную группу.
Существует предположение, что именно (5335) Дамокл может являться источником метеорного потока в созвездии дракона на Марсе.

## Возможность миссии
| Название РН  | На Орбиту | С высадкой |
| ------------ | --------- | ---------- |
| SLS          | 41 т      | 5 кг       |
| Falcon Heavy | 8 т       | 0 кг       |
| Delta Heavy  | 7 т       | 0 кг       |
| Atlas 5      | 3 т       | 0 кг       |